# Hamad Al-Shamsan
Hamad Al-Shamsan (en árabe: حَمَد مَحمُود إسمَاعِيْل عَلِيّ مُحَمَّد الشَّمْسَان‎; Manama, Baréin, 29 de septiembre de 1997) es un futbolista de Baréin que juega en la posición de defensa. Desde 2018 juega con el Riffa SC de la Liga Premier de Baréin.

## Carrera

### Club
| Periodo   | Club         |
| --------- | ------------ |
| 2015-2018 | Budaiya Club |
| 2018–     | Riffa SC     |

### Selección nacional
Ha jugado con las selecciones de Baréin desde la categoría sub-19. Con Baréin U23 participó en los Juegos Asiáticos de 2018 y con Baréin jugó la Copa Asiática 2019.

## Logros
- Liga Premier de Baréin (3): 2019, 2021, 2022
- Copa del Rey de Baréin (2): 2019, 2021
- Supercopa de Baréin (2): 2019, 2021
- Segunda División de Baréin (1): 2017/18